# Fatih Vatanspor
A Fatih Vatan Spor Kulübü 2006-ban alakult Isztambul Fatih kerületében. Az első osztályú török női labdarúgó-bajnokság, a Kadınlar Süper Ligi tagja. 

## Története

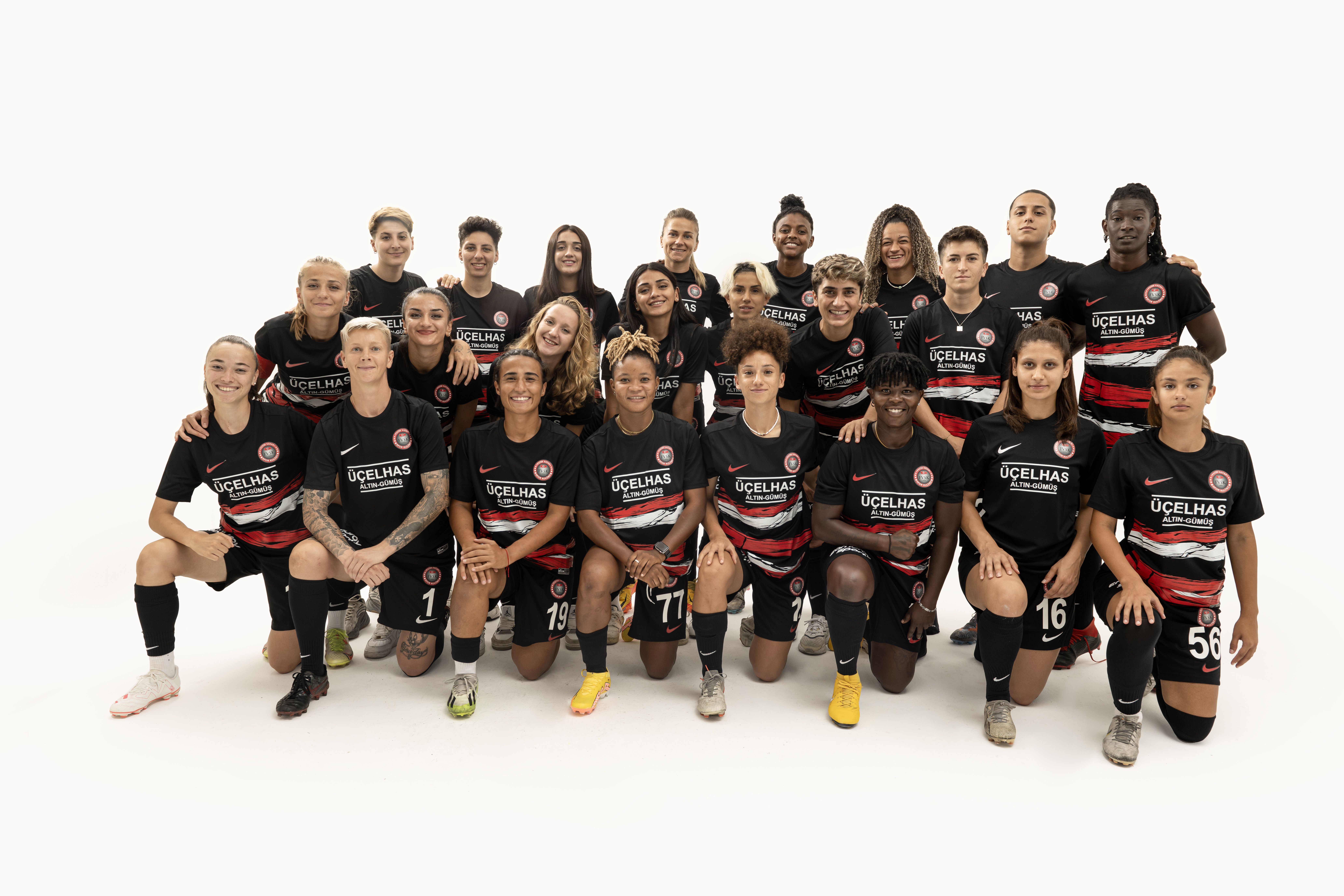
A Fatih Vatanspor 2023–24-es kerete

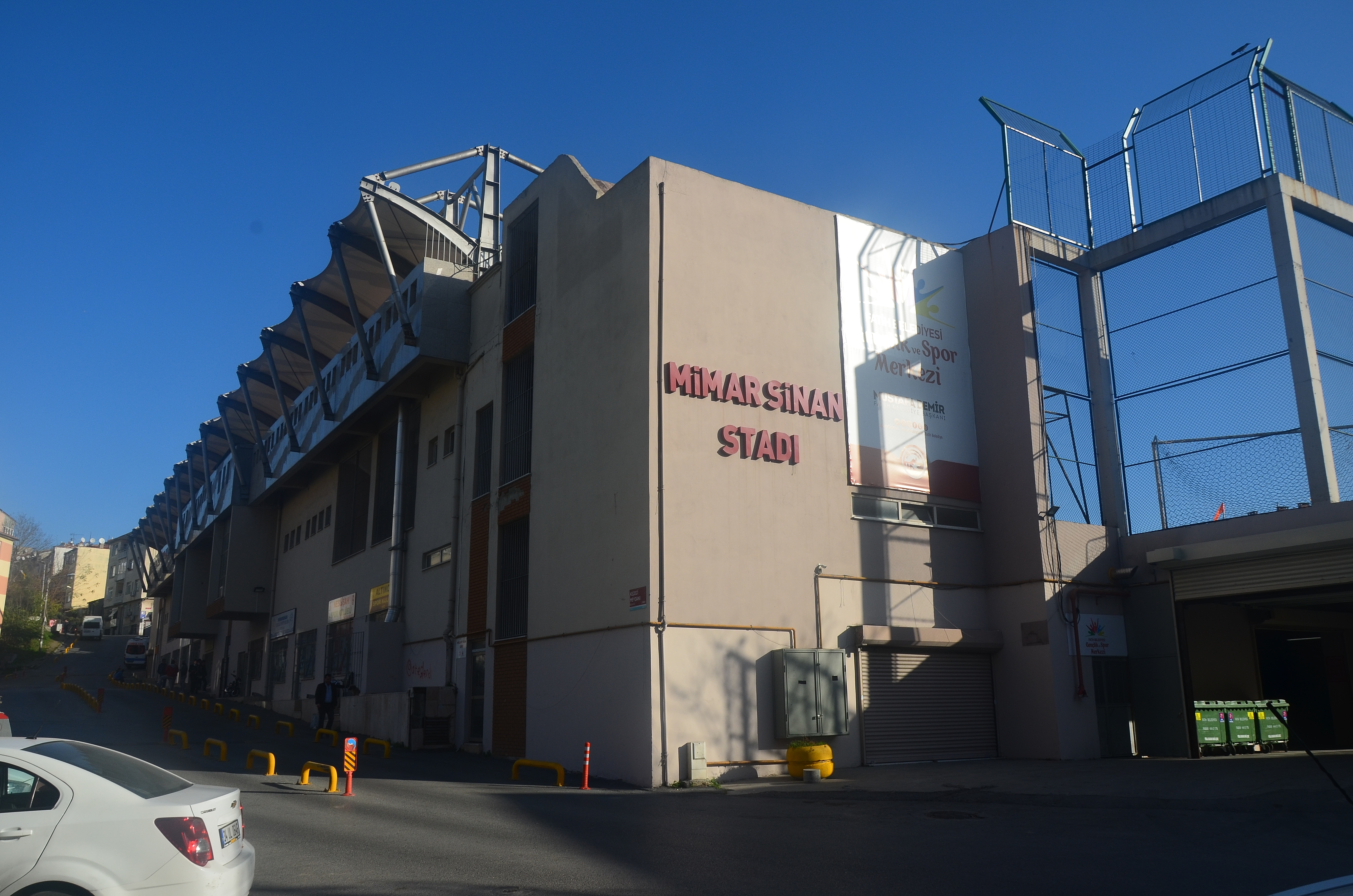
A Mimar Sinan Stadion

A kezdeti időszakban kisebb versenyeken és a regionális ligában szerepelt együttes. A 2016–2017-es másodosztályban töltött idényükben megnyerték a bajnokságot és feljutottak az élvonalba. Első szezonjukban a 6. helyre ért be az együttes, majd a 9. pozicióval zárták a 2018–19-es kiírást és hamar a liga középmezőnyének tagjaivá váltak. A 2020–21-es évadban egészen a döntőig jutottak, azonban a 
Beşiktaş gárdája megállította a piros-feketéket. Az Ankara BB FOMGET egy esztendővel később a negyeddöntőben vette el tőlük a továbbjutás lehetőségét. A 2023–24-es bajnokságban a sorozat egyik meglepetés csapataként beharangozott gárdája, egy gyenge szezont produkálva végül a 12. helyen zárt.

## Stadion
A klub fennállása óta a Mimar Sinan Stadion ad otthont az együttes hazai mérkőzéseinek.

## Sikerlista
- Török bajnoki ezüstérmes (1): 2020–21

## Játékoskeret
2024. június 23-tól
| #  |     | Poszt | Név              |
| -- | --- | ----- | ---------------- |
| 16 | TUR | KP    | Selin Genç       |
| 41 | BIH | K     | Almina Hodžić    |
| 5  | AZE | CS    | Yeliz Açar       |
| 19 | TUR | KP    | Ceren Akkaya     |
| 25 | TUR | V     | Aleyna Gültekin  |
| 33 | TUR | V     | Dilan Erkul      |
| 44 | SRB | V     | Nikoleta Nikolić |
| 53 | NGA | V     | Abiodun Famuditi |
|    | MNE | V     | Nikolina Caković |
|    | TUR | V     | Tuana Yilmaz     |
| 7  | TUR | KP    | Fatma Ataş       |

| #  |     | Poszt | Név                 |
| -- | --- | ----- | ------------------- |
| 11 | TUR | KP    | Peritan Bozdağ      |
| 14 | GHA | KP    | Priscilla Okyere    |
| 17 | TUR | KP    | Irem Eren           |
| 18 | TUR | KP    | Leyla İlter         |
| 20 | TUR | KP    | Cansu Nur Kaya      |
| 52 | TUR | KP    | Begumnaz Tonbuloglu |
| 55 | TUR | KP    | Sudenaz Deryal      |
| 80 | CIV | KP    | Aminata Haidara     |
| 22 | UKR | CS    | Olena Limar         |
| 94 | TUR | CS    | Kader Hançar        |
|    | TUR | KP    | Sudenaz Şahin       |

## Korábbi híres játékosok
| - Silan Aykoc - Yaren Cetin - Emine Demir - Sultan Demirci - Neslihan Demirdögen - Tuğba Karataş - Beyza Kocatürk - Elvin Kılınç - Senem Pınar Özer - Munevver Rençber - Altun Sancar | - Aysun Seydiyeva - Alesia Garcia - Aryana Harvey - Opal Curless - Sydny Nasello - Marcelly Vale - Fuseina Mumuni - Daphnée Blouin - Kalin O'Brien - Okszana Zseleznyjak - Jelena Čubrilo |